# 盧比揚卡站
盧比揚卡站（羅馬化：Lubyanka）是莫斯科地鐵索科利尼基線的一個車站，位於盧比揚卡廣場。盧比揚卡站自1933年開始修建，開通於1935年，是莫斯科地鐵最先開通的車站之一。2010年，該站發生了自殺式炸彈襲擊事件。